# João Carlos Barroso
João Carlos de Albuquerque Melo Barroso (Rio de Janeiro, 28 de fevereiro de 1950 — Rio de Janeiro, 12 de agosto de 2019) foi um ator e dublador brasileiro.

## Carreira
Começou sua carreira de ator quando produtores argentinos encontraram João Carlos, com onze anos de idade, jogando bola nas calçadas da Rua Bolívar, em Copacabana. Ao abordarem, convidaram para participar de um filme que seria rodado nos morros da cidade. Este filme foi uma coprodução Brasil-Argentina filmado no ano de 1961 e lançado somente em 1973 com o título Tercer Mundo. Com seu trabalho neste filme, foi convidado para contracenar na peça teatral "O Homem Besta e a Virtude", de Luigi Pirandello. Por sua atuação, recebeu vários prêmios de revelação teatral de 1962.
Fez sua estreia na TV Globo na série Rua da Matriz, primeira produção dramatúrgica da emissora, em 1965, emendando uma sequencia de produções pela empresa ao longo das próximas décadas. Entre seus personagens mais populares na TV estão o Tavico de Estúpido Cupido (1976) e o Toninho Jiló de Roque Santeiro (1985), este último, talvez o seu personagem mais marcante.
O ator, que lutava contra um câncer de pâncreas, morreu em 12 de agosto de 2019 no Rio de Janeiro.

## Trabalhos na televisão
| Ano     | Título                           | Papel                               | Nota                             |  |
| ------- | -------------------------------- | ----------------------------------- | -------------------------------- |  |
| 2016    | Sol Nascente                     | Delegado Mesquita                   |                                  |  |
| 2015-16 | Zorra                            | Vários Personagens                  |                                  |  |
| 2010    | Aventuras do Didi                |                                     |                                  |  |
| 2006    | JK                               | Tancredo Neves                      |                                  |  |
| 2004    | Carga Pesada                     |                                     |                                  |  |
| 2003    | A Casa das Sete Mulheres         | Soldado                             |                                  |  |
| 2003    | A Grande Família                 | Goró                                | Episódio: "Família Apaixonada"   |  |
| 2002-15 | Zorra Total                      | Vários personagens                  |                                  |  |
| 2002    | Sítio do Picapau Amarelo         | Tião Susto                          | Episódio: O Cangaceiro Lobisomem |  |
| 2001    | O Clone                          | Severino                            |                                  |  |
| 2001    | Malhação                         | Delegado Almeidinha                 |                                  |  |
| 2000    | Uga Uga                          | Pereirinha                          |                                  |  |
| 1999    | Zorra Total                      | vários personagens                  |                                  |  |
| 1998    | A Turma do Didi                  |                                     |                                  |  |
| 1998    | Era uma Vez...                   | Jorge José 'J.J.'                   |                                  |  |
| 1995    | Malhação                         | Inspetor José França                |                                  |  |
| 1994    | Tropicaliente                    | Plínio                              |                                  |  |
| 1993    | Os Trapalhões                    |                                     |                                  |  |
| 1993    | Mulheres de Areia                | Damião                              |                                  |  |
| 1992    | Pedra sobre Pedra                | Arquibaldo                          |                                  |  |
| 1990    | Mico Preto                       | Waldisney                           |                                  |  |
| 1989    | O Salvador da Pátria             | Cabo Fidélis                        |                                  |  |
| 1987    | Direito de Amar                  | Danilo                              |                                  |  |
| 1985    | Roque Santeiro                   | Toninho Jiló                        |                                  |  |
| 1984    | Livre Para Voar                  | Álvaro 'Alvinho'                    |                                  |  |
| 1983    | Pão Pão, Beijo Beijo             | Benedito 'Benito' Cantarelli        |                                  |  |
| 1982    | Os Imigrantes - Terceira Geração | Francisco Molina Júnior (Chiquinho) |                                  |  |
| 1980    | Chega Mais                       | Luís                                |                                  |  |
| 1979    | Marron Glacé                     | Luís César                          |                                  |  |
| 1978    | Os Trapalhões                    | Ator do novo filme do Tubarão       |                                  |  |
| 1978    | Pecado Rasgado                   | Geraldo                             |                                  |  |
| 1978    | O Pulo do Gato                   | Nando                               |                                  |  |
| 1977    | Locomotivas                      | Paulo                               |                                  |  |
| 1976    | Estúpido Cupido                  | José Otávio 'Tavico / Caniço'       |                                  |  |
| 1975    | Pecado Capital                   | Valter                              |                                  |  |
| 1973    | Os Ossos do Barão                | Ricardo                             |                                  |  |
| 1973    | O Bem Amado                      | Eustórgio                           |                                  |  |
| 1973    | Chico City                       |                                     |                                  |  |
| 1965    | Rua da Matriz                    | Filho do mecânico                   |                                  |  |
| 1964    | Teatrinho Trol                   |                                     |                                  |  |
| 1962-64 | Grande Teatro Tupi               |                                     |                                  |  |

## Trabalhos no cinema
| Ano  | Título                 | Papel                  |
| ---- | ---------------------- | ---------------------- |
| 1961 | Tercer Mundo           |                        |
| 1963 | A Espada Era a Lei     | Arthur/Wart (dublagem) |
| 1976 | O Pistoleiro           | José                   |
| 1979 | Nos Tempos da Vaselina | Onofre                 |
| 2000 | Um Anjo Trapalhão      | Zé do Santinho         |